# The Greatest American
The Greatest American was een televisieserie uitgezonden door Discovery Channel in 2005. Het is een spin-off van de BBC-reeks 100 Greatest Britons.
De eerste fase was de nominatieronde. Deze liep ten einde op 31 januari 2005. Van de 100 namen werd in de eerste uitzending de top 25 bekendgemaakt, dit in alfabetische volgorde.
De tweede uitzending bevatte de biografieën van de 25 hoogste nominaties en commentaren van invloedrijke personen als beroemdheden en politici.
De derde aflevering introduceerde de top 5, waarna voor elk van de 5 een aantal volgelingen aanwezig was. Het publiek had een debat tegenover een panel van 3 beroemdheden.
In de vierde en laatste aflevering werd de top 5 bekendgemaakt, ook de percentages werden bekendgemaakt.
Men had in total 3 stemmen per stemmingsmogelijkheid per aflevering (9 in totaal). De staten waarvan de meeste stemmen kwamen waren Californië, Texas en Florida, 3 van de 4 grootste staten in bevolkingsaantal.

## De 10 grootste Amerikanen
1. Ronald Reagan- 24.0%
2. Abraham Lincoln - 23.5%
3. Martin Luther King, Jr. - 19.7%
4. George Washington - 17.7%
5. Benjamin Franklin - 14.9%
6. George W. Bush
7. Bill Clinton
8. Elvis Presley
9. Oprah Winfrey
10. Franklin Delano Roosevelt

## Nummers 11 tot en met 25
1. Billy Graham
2. Thomas Jefferson
3. Walt Disney
4. Albert Einstein
5. Thomas Alva Edison
6. John F. Kennedy
7. Bob Hope
8. Bill Gates
9. Eleanor Roosevelt
10. Lance Armstrong
11. Muhammad Ali
12. Rosa Parks
13. Orville Wright en Wilbur Wright
14. Henry Ford
15. Neil Armstrong

## Resterende nominaties
De plaats van de nummers 26 tot en met 100 werd niet bekendgemaakt. De personen in kwestie werden in alfabetische volgorde afgehaald van de lijst.
- Maya Angelou
- Susan B. Anthony
- Lucille Ball
- Alexander Graham Bell
- Barbara Bush
- George H.W. Bush
- Laura Bush
- Andrew Carnegie
- Johnny Carson
- Jimmy Carter
- George Washington Carver
- Ray Charles
- César Chávez
- Hillary Clinton
- Bill Cosby
- Tom Cruise
- Ellen DeGeneres
- Frederick Douglass
- Amelia Earhart
- Clint Eastwood
- John Edwards
- Dwight D. Eisenhower
- Brett Favre
- Mel Gibson
- Rudy Giuliani
- John Glenn
- Alexander Hamilton
- Tom Hanks
- Hugh Hefner
- Katharine Hepburn
- Howard Hughes
- Michael Jackson
- Steve Jobs
- Lyndon B. Johnson
- Michael Jordan
- Helen Keller
- Jacqueline Kennedy Onassis
- Robert F. Kennedy
- Rush Limbaugh
- Charles Lindbergh
- George Lucas
- Madonna
- Malcolm X
- Phil McGraw
- Marilyn Monroe
- Michael Moore
- Audie Murphy
- Richard Nixon
- Barack Obama
- Jesse Owens
- George Patton
- Colin Powell
- Christopher Reeve
- Condoleezza Rice
- Jackie Robinson
- Theodore Roosevelt
- Babe Ruth
- Carl Sagan
- Jonas Salk
- Arnold Schwarzenegger
- Frank Sinatra
- Joseph Smith, Jr.
- Steven Spielberg
- James Stewart
- Martha Stewart
- Nikola Tesla
- Pat Tillman
- Harry Truman
- Donald Trump
- Harriet Tubman
- Mark Twain
- Sam Walton
- John Wayne
- Tiger Woods
- Chuck Yeager

## Kritiek
Velen bekritiseerden de shortlist omdat het aanbod mannen véél hoger lag dan het aantal vrouwen. Slechts drie vrouwen belandden in de top 25: Rosa Parks, Eleanor Roosevelt en Oprah Winfrey. Bovendien kreeg geen enkele beroemde Native American een nominatie.
Daarnaast was er ook kritiek op het overaanbod entertainers in de lijst en personen die in de 20ste en 21ste eeuw beroemd werden, terwijl personen uit de eeuwen voorheen slechts in kleine getale vertegenwoordigd waren. Ook waren een groot aantal beroemde personen oorspronkelijk buiten de VS geboren: Arnold Schwarzenegger, Albert Einstein, Alexander Graham Bell, Andrew Carnegie, Mel Gibson, Nikola Tesla en Bob Hope, waardoor ze technisch gezien geen Amerikanen zijn.
Ook de winnaar van de verkiezing, Ronald Reagan, werd betwist, vooral omdat Abraham Lincoln slechts tweede werd en de reputatie geniet de "grootste Amerikaanse president aller tijden" te zijn.

## Andere landen
| Land                | Jaar | Wedstrijd                | Winnaar                                               | Andere kandidaten                      | Opmerkingen |
| Verenigd Koninkrijk | 2002 | 100 Greatest Britons     | Winston Churchill                                     | Isambard Kingdom Brunel, prinses Diana | Eerste verkiezing van de grootste landgenoot |
| Duitsland           | 2003 | Unsere Besten            | Konrad Adenauer                                       | Maarten Luther Karl Marx               | |
| Zuid-Afrika         |      | Great South Africans     | Nelson Mandela                                        | Mahatma Gandhi Desmond Tutu            | |
| Frankrijk           |      | Le Plus Grand Français   | Charles de Gaulle                                     | Louis Pasteur Édith Piaf               | |
| Finland             |      | Suuret Suomalaiset       | Carl Gustaf Mannerheim                                |                                        | |
| Tsjechië            | 2005 | Největší Čech            | Keizer Karel IV                                       |                                        | |
| Canada              | 2004 | the Greatest Canadian    | Tommy Douglas                                         |                                        | |
| België              | 2005 | De grootste Belg         | Pater Damiaan (Vlaanderen) en Jacques Brel (Wallonië) |                                        | |
| Nederland           | 2004 | De grootste Nederlander  | Pim Fortuyn                                           |                                        | De winst van Pim Fortuyn leidde tot grote controverse en later werd aangevoerd dat, als er verder doorgeteld zou zijn geweest, Willem van Oranje gewonnen zou hebben. De filosoof Desiderius Erasmus, genomineerd als grootste Belg, stond bij de grootste Nederlander genomineerd als een van de hoogste tien. |
| Nieuw-Zeeland       | 2005 | Top 100 History Makers   | Ernest Rutherford                                     |                                        | Er liepen twee lijsten naast elkaar, eentje met een officiële jury, een andere werd door de kijkers verkozen. |
| India               |      | Greatest Indians         | Moeder Theresa                                        |                                        | Er was geen tv-reeks |
| Australië           |      | The Greatest Australians | Howard Florey                                         |                                        | Hele verkiezing gebeurde op één dag. |

- De Greatest Africans of All Time werden verkozen door een tijdschrift.
- Wales verkoos zijn 100 Welsh Heroes via het internet in de winter van 2003-2004.
- Op dit moment is de Arabische wereld de grootste Arabier aan het verkiezen.
- Via het internet loopt ook een verkiezing, Europe's 100 Most Influential wordt gezocht.